# Aspalathus longipes
Aspalathus longipes är en ärtväxtart som beskrevs av William Henry Harvey. Aspalathus longipes ingår i släktet Aspalathus och familjen ärtväxter. Inga underarter finns listade i Catalogue of Life.